# Humberto Ortiz
Humberto Ortiz Echevarría (Medellín, 10 maggio 1937) è un allenatore di calcio colombiano.

## Biografia
Nato a Medellín, è soprannominato Tucho, dal nomignolo che portava il calciatore argentino Norberto Méndez. Sposato con Maria Helena Ramírez, ha quattro figli: Mauricio, Luz Adriana, Mónica María e Ana María. Ha svolto per anni la professione di insegnante, salvo poi lasciarla per iniziare quella di allenatore di calcio. Ha subìto un'operazione al cuore che lo ha persuaso ad abbandonare la carriera di allenatore per dedicarsi a quella di osservatore.

## Carriera

### Allenatore
Nel 1963 ha iniziato la sua carriera in panchina, allenando dapprima le riserve dell'Independiente Medellín e successivamente la prima squadra. Ha allenato poi per dodici anni la selezione di Antioquia, vincendo con essa svariati titoli. Nel 1976 ha allenato il Millonarios di Bogotà, mentre dal 1979 al 1989 ha curato la squadra riserve dell'América de Cali. Nel 1990 è stato assunto dall'Atlético Bucaramanga, in cui è rimasto fino al dicembre 1992, mese in cui è stato esonerato. Presa la guida del Cortuluá, lo portò in prima divisione ma venne esonerato al principio della stagione 1994 per via dei risultati non positivi, e venne sostituito da Reinaldo Rueda. Ha poi iniziato un periodo sulla panchina del Deportes Tolima, a cui ha poi fatto ritorno nel 1996 e nel 1999. Ha alleato inoltre in seconda divisione il Girardot e l'Atlético Bello,
oltre al River Plate Buga. Nel 2000 ha allenato il Cúcuta.

## Palmarès

### Allenatore

#### Competizioni nazionali
- Categoría Primera B: 1

Cortuluá: 1993